# Lac Mohave
Le lac Mohave est un lac de barrage situé sur le Colorado, entre le barrage Hoover et le barrage Davis, dans la Cottonwood Valley qui sert de frontière entre le Nevada et l'Arizona, aux États-Unis. Cette portion du Colorado, longue de 107 km, borde les villes de Boulder City, Nelson, Searchlight, Cottonwood Cove (en), Cal-Nev-Ari, et Laughlin, à l'ouest du Nevada et de Willow Beach (en) et Bullhead City à l'est de l'Arizona. D'une largeur maximale de 4 km et situé à une altitude de 197 m, le lac Mohave présente une surface de 113 km2. Comme le lac Mead qui se trouve au nord du Barrage Hoover, le lac Mohave et les terres adjacentes formant ses rives font partie de la Lake Mead National Recreation Area, administrée par le National Park Service.

## Tourisme

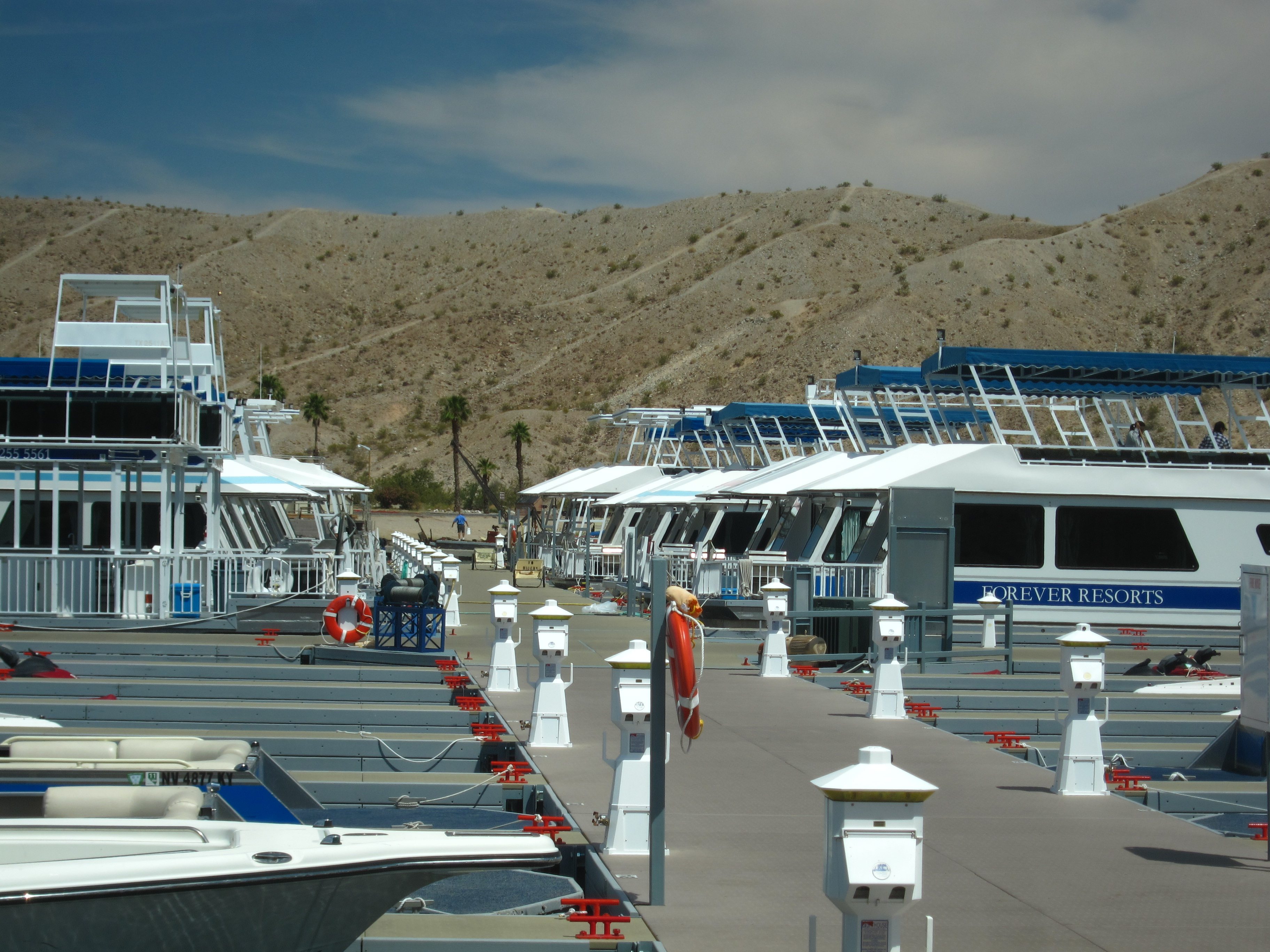
La marina de Cottonwood Cove.

Il y a trois stations touristiques sur le lac Mohave : Katherine's Landing (en) et Willow Beach (en) , en Arizona et Cottonwood Cove (en), dans le Nevada. Les stations de Katherine's Landing et Cottonwood Cove proposent des hébergements, des aires de camping-cars avec possibilité de raccordements, des terrains de camping, un restaurant, un magasin, et des ports de plaisance avec des pompes à carburant. Les activités de loisirs les plus populaires dans le lac Mohave sont la natation, le kayak, la pêche, le canotage et le ski nautique. Il y a des boutiques de fournitures ou de location pour les activités autour du kayak, de la plongée sous-marine, et de la pêche à Bullhead City, qui borde le point le plus méridional du lac Mohave, qui offre toute l'année des possibilités de loisirs. Son eau claire convient aux plaisanciers, aux baigneurs et aux pêcheurs.
Le désert qui le borde est arpenté par les randonneurs, photographes de la faune, et les touristes qui contemplent le paysage depuis leur véhicule. Il est également le carde de vie de milliers de plantes du désert et d'animaux, adaptés pour survivre dans un site où règnent des conditions extrêmes, la pluie étant rare et les températures élevées en journée.

### Plongée
La Lake Mead National Recreation Area, qui englobe le lac Mead, le lac Mohave et une partie du Colorado, permet la pratique de la plongée dans de bonnes conditions pour les débutants et les plongeurs expérimentés. Dans le lac Mohave, les plongeurs peuvent explorer le Black Canyon du Colorado, qui offre d'excellentes conditions de plongée. Les plongeurs expérimentés peuvent explorer les Ringbolt Rapides, où le débit du cours d'eau est un défi supplémentaire. À Work Barge, sur la rive côté Arizona, une barge de remorquage de 8,5 mètres, qui a coulé en 1946, est accessible aux plongeurs, qui peuvent également contempler, à Cabinsite Point, deux épaves de bateau immergées.

### Motomarine
Les types de motomarines autorisées à naviguer dans le Lac Mead National Recreation Area, qui englobe le lac Mead et le lac Mohave, comprennent toutes celles à moteur à quatre temps, et celles à moteur à deux temps qui respectent les normes d'émission de 2006 de l'EPA. Depuis le 31 décembre 2012, de nombreux engins à moteurs à deux temps ne sont plus autorisés à naviguer dans la Lake Mead National Recreation Area. Il s'agit de toutes les motomarines avec un moteur diesel à deux temps. L'entrée en vigueur date du 1er janvier 2013, dans le cadre d'une phase s'étendant sur dix ans, sur la base de la dernière règle visant à interdire ces motomarines, approuvée en avril 2003.

### Sources chaudes
L'origine volcanique du Black Canyon et Cottonwood Valley est la cause de la présence de nombreuses sources chaudes le long de la partie nord du lac Mohave. Gold Strike Hot Springs est situé très près de la rive, qui est accessible par un sentier de 2 km, qui commence au sud du Barrage de Hoover. Ces sources sont également disponibles en empruntant la piste baptisée Gold Strike Hot Springs Trail Head, deux miles à l'est du barrage Hoover à Boulder City. En raison de la facilité d'accès depuis le parking public et de la présence de piscines naturelles assez grandes, ces sources fréquemment visitées. Two Mile Hot Springs et Arizona Hot Springs, qui se trouvent à quelques kilomètres de là, permettent une expérience plus confidentielle.

## Espèces de poissons

### Poissons autochtones
- Xyrauchen texanus (en) (en voie de disparition)
- Gila elegans (en) (en voie de disparition)

### Poissons introduits
- Truite arc-en-ciel
- Achigan à grande bouche
- Achigan à petite bouche
- Bar rayé
- Marigane
- Arlequin
- Barbue de rivière
- Carpe commune
- Dorosoma petenense

## Projets de préservation des poissons
La pêche sportive de poissons non-natifs dans le lac Mohave est soutenue par la division du Nevada du Wildlife program, qui place des faisceaux d'habitats dans les criques autour du plan d'eau. Les habitats sont principalement composés de groupes de tamarix attachés à des palettes en bois. Lorsqu'ils sont placés dans l'eau, les structures forment des abris pour les poissons prisés pour la pêche sportive.
En outre, le lac Mohave contient une population de Xyrauchen texanus (en) à l'état sauvage qui figure parmi les plus nombreuses et les plus variées génétiquement. Chaque printemps, un groupe de biologistes spécialisés dans l'étude des poissons, issus de plusieurs organismes, utilisent sous l'eau des lumières pour recueillir environ 30 000 larves de Xyrauchen texanus le long de la rive du lac Mohave, qui seraient, sans cette intervention, mangées par les poissons introduits. Les larves sont ensuite transportées par bateau vers l'écloserie nationale de poisson de Willow Beach, où elles croissent dans les aires protégées jusqu'à ce qu'elles soient âgées de trois ans. Ce n'est que lorsque les individus ont atteint environ 36 cm de longueur qu'ils sont relâchés dans le lac Mohave, afin d'éviter la prédation commise par des poissons introduits, plus gros, tels que le bar rayé.

## Galerie

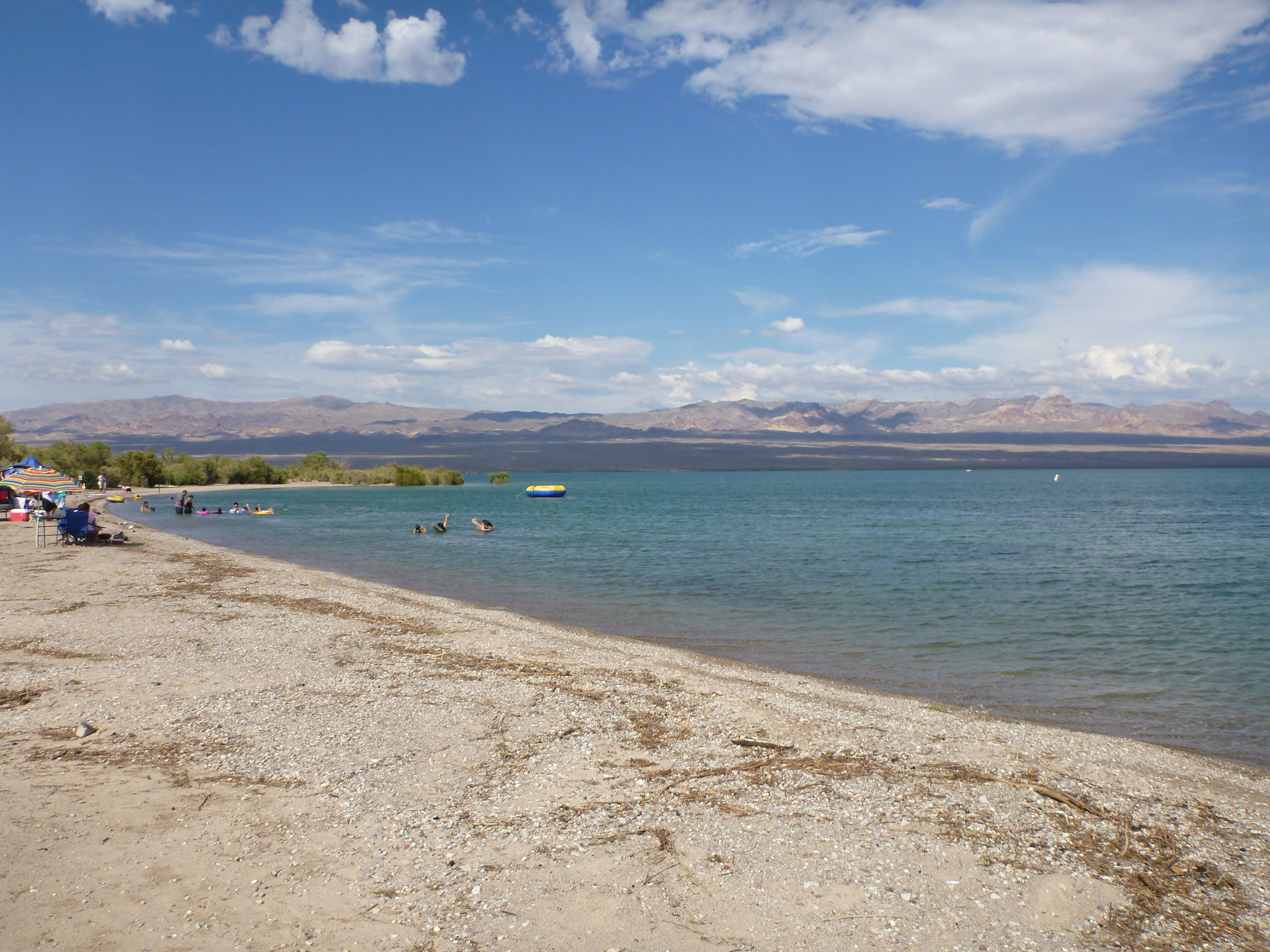
Six Mile Cove, lac Mohave, Nevada.
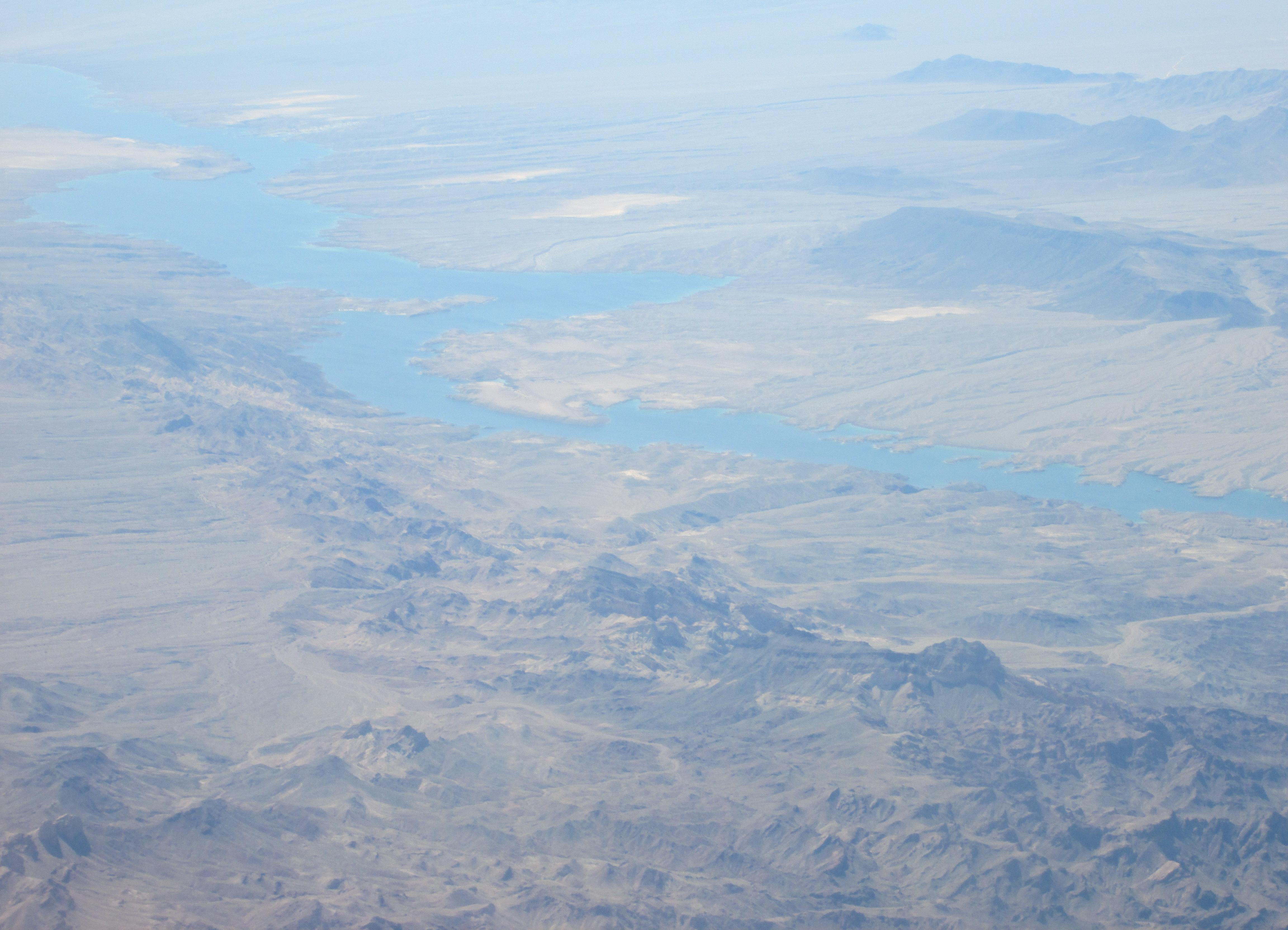
Vue aériennes de l'extrémité nord du lac Mohave, juste au sud du barrage Davis.